# Hammersmith Bridge

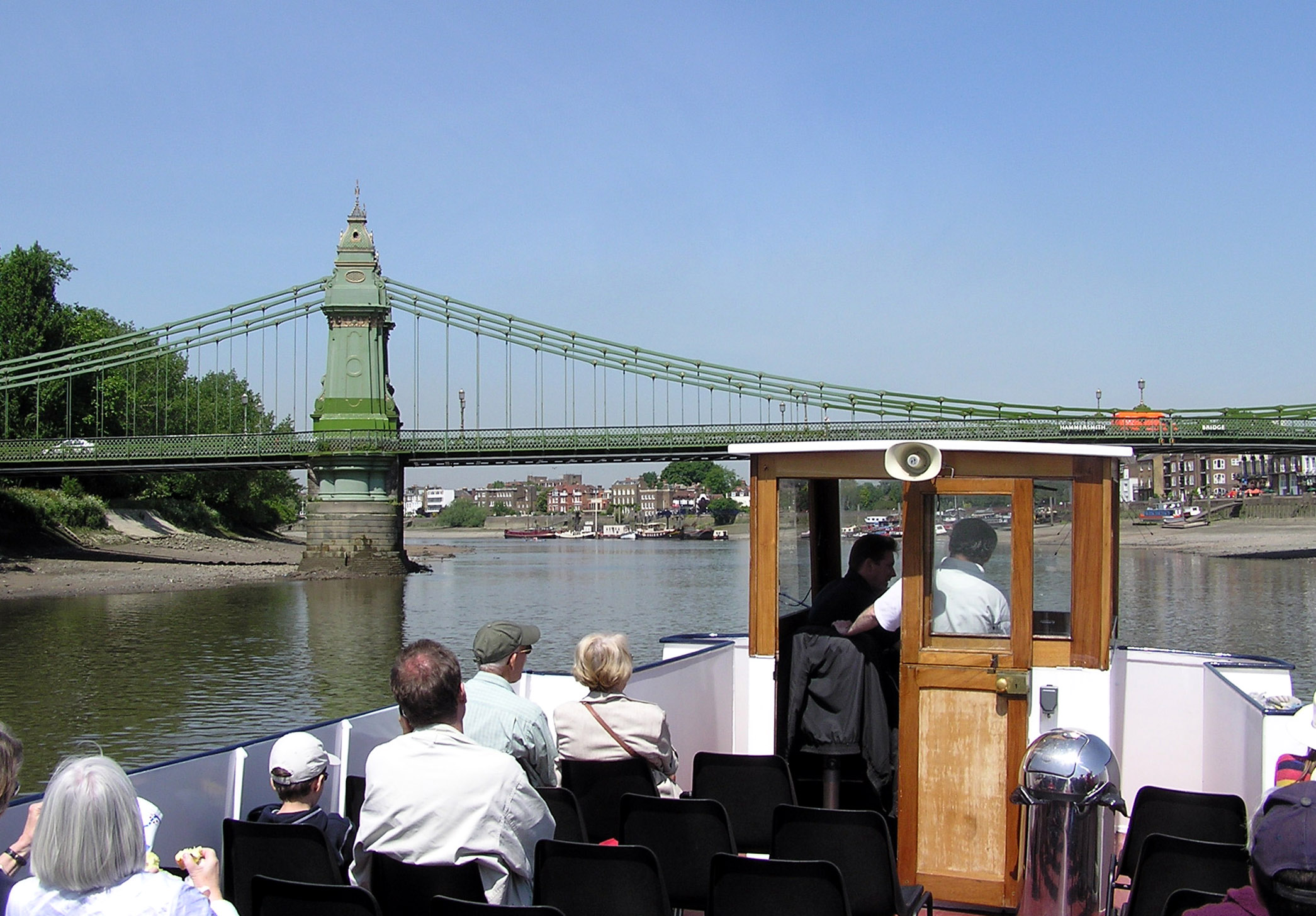
Die Brücke von einem Ausflugsboot aus gesehen

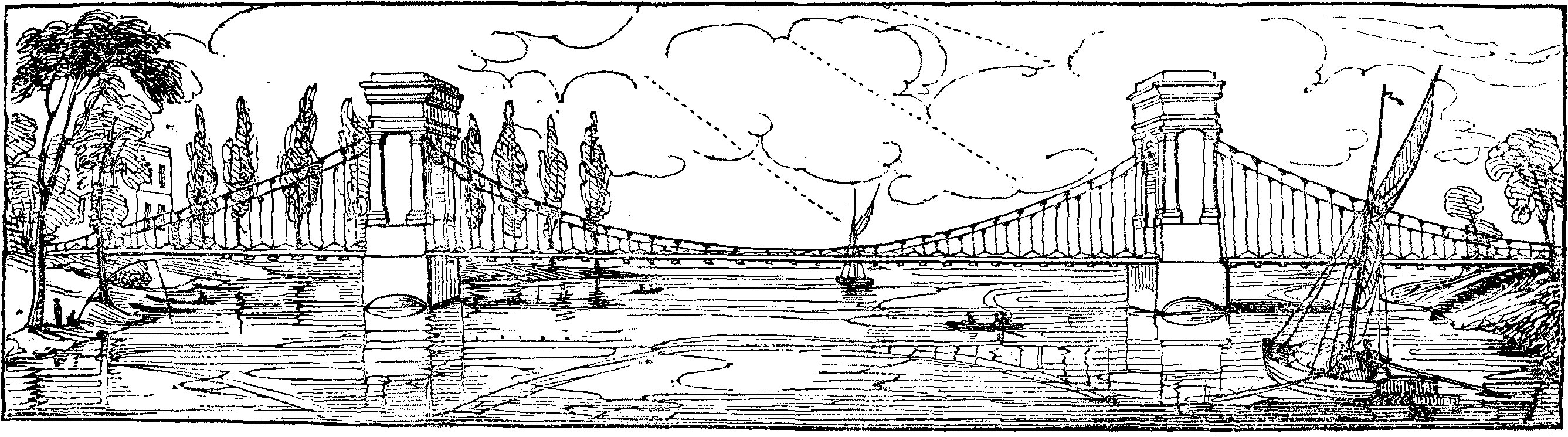
Die Brücke im Jahr 1827

Die Hammersmith Bridge ist eine Straßenbrücke über den Fluss Themse in London. Sie verbindet Hammersmith im Stadtbezirk London Borough of Hammersmith and Fulham im Norden mit Barnes im Stadtbezirk London Borough of Richmond upon Thames im Süden. Die schmiedeeiserne Hängebrücke ist 213,36 m (700 ft.) lang und 13,11 m (43 ft.) breit, darüber führt die Hauptstraße A306. Die heute bestehende Brücke ist die zweite an dieser Stelle. Die Brücke war von August 2020 bis Juli 2021 voll gesperrt und ist aktuell nur von Fußgängern passierbar.

## Geschichte
1824 verabschiedete das Parlament ein Gesetz, das den Bau einer Brücke ermöglichte. William Tierney Clark entwarf die erste Hängebrücke über die Themse überhaupt, die Bauarbeiten begannen im darauf folgenden Jahr. Nach der Eröffnung im Jahr 1827 war die Benutzung mautpflichtig; an beiden Enden der Brücke gab es kleine Mauthäuschen. Während der 1870er Jahre war der Ersatz durch einen Neubau geplant, da die bestehende Brücke für den stetig zunehmenden Verkehr nicht mehr tragfähig genug war.
Der Neubau begann 1884. Um den Verkehr während der Bauzeit nicht allzu sehr zu beeinträchtigen, entstand parallel dazu eine temporäre Brücke. Die neue, von Joseph Bazalgette entworfene Kettenbrücke ruht auf denselben Fundamenten wie die erste. Die offizielle Eröffnung erfolgte am 11. Juni 1887 durch den Prince of Wales, den späteren König Eduard VII., die Baukosten betrugen £82.117.
Von Februar 1997 bis Juli 1998 war die Brücke für den motorisierten Individualverkehr gesperrt, um dringend notwendige Reparaturen durchführen zu können. Dreimal war die Brücke Ziel von Bombenanschlägen der IRA respektive deren Splittergruppen. Ein Passant verhinderte 1939 Schlimmeres, als er den Aktenkoffer mit der Bombe entdeckte und in den Fluss warf. Der Anschlag im Jahr 1996 scheiterte, weil das verwendete Semtex nicht zündete. Die Bombe vom 1. Juni 2000 hingegen richtete großen Sachschaden an. Nach Ende der Reparaturarbeiten wurde eine Gewichtsbeschränkung von 7,5 Tonnen verhängt.
Im April 2019 wurde die Brücke zunächst für den motorisierten Verkehr gesperrt, nachdem Risse in gusseisernen Konstruktionsteilen aufgetreten waren. Wegen Fortschreitens der Schäden wurde die Sperre im August 2020 auf Fußgänger und Radfahrer ausgeweitet und Flussverkehr unter der Brücke untersagt. Seit Juli 2021 ist sie für Fußgänger wieder eingeschränkt passierbar.